# Ministère de l'Intérieur (Inde)
Pour les articles homonymes, voir Ministère de l'Intérieur.
Le ministère de l'Intérieur (en hindi : गृह मंत्रालय, « Gṛha Maṃtrālaya », en anglais : Ministry of Home Affairs) est un ministère du gouvernement de l'Inde. En tant que ministère de l'intérieur de l'Inde, il est principalement responsable du maintien de la sécurité intérieure et de la politique intérieure. Le ministère de l'Intérieur est dirigé par le ministre de l'Intérieur de l'Union, Amit Shah.